# دیوژنیت
دیوژنیت‌ها (انگلیسی: Diogenite) خود گروهی از خانوادهٔ شهاب‌سنگ‌های اچ‌ئی‌دی، نوعی شهاب‌سنگ سنگی شهاب‌سنگ اکندریتی هستند.

## منشأ و ترکیب
تاکنون باور کلی بر این است که دیوژنیت‌ها از اعماق پوستهٔ سیارک ۴ وستا سرچشمه می‌گیرند و به این ترتیب بخشی از خانواده شهاب‌سنگ‌های اچ‌ئی‌دی هستند. حدود ۴۰ عضو مشخص از این شهاب‌سنگ موجود است.
دیوژنیت‌ها از سنگ‌های آذرین با منشأ پلوتونیک تشکیل شده‌اند که به آرامی در اعماق پوستهٔ وستا جامد شده‌اند تا بلورهایی بزرگ‌تر از اورکریت‌ها تشکیل دهند. این کریستال‌ها عمدتاً ارتوپیروکسن غنی از منیزیم، با مقادیر کمی پلاژیوکلاز و الیوین هستند.